# Сластников, Николай Павлович
Сла́стников Никола́й Па́влович (4 мая 1955, д. Писари Тоншаевского района Горьковской области — 8 июля 2018, Кирово-Чепецк Кировской области) — российский поэт, прозаик, журналист. Член Союза писателей России (с 1999 года).
Лауреат литературной премии Правительства Кировской области имени русского поэта Николая Заболоцкого (2015) и ряда других премий .

## Биография
Родился в 1955 году в деревне Писари Тоншаевского района Горьковской области (ныне — Тоншаевский муниципальный округ Нижегородской области). В семье было шестеро детей, после первого класса из-за отдалённости школы (в 4 км от дома) вместе со старшей сестрой продолжил учёбу в школе-интернате неподалёку от Горького. По окончании восьми классов в 1970 году поступил в горьковское ПТУ-5, затем около года работал токарем на Сормовском судостроительном заводе. Вернувшись к родителям, до призыва в Советскую Армию два года работал в совхозе; проходил срочную службу с 1974 по 1976 гг. на побережье Баренцева моря, во время неё закончил девятый класс вечерней школы. Демобилизовавшись, устроился в Вологодской области вальщиком леса, в мае 1977 года из-за смерти отца вернулся в Писари, работая электриком в районном центре.
В 1978 году по приглашению земляка переехал в город Кирово-Чепецк Кировской области, где трудился на разных предприятиях, параллельно закончив вечернюю школу и став активным внештатным корреспондентом городской и районной газеты «Кировец» и областных изданий. С ноября того же года стал участником городского литературного клуба «Поиск», руководимого Валерией Ситниковой, с 1980 года — участвовать в областных семинарах молодых литераторов, с 1982 — публиковаться в областных альманахах «Встречи». В 1984 году поступил на заочное отделение Литературного института имени А. М. Горького, в семинар Э. В. Балашова (закончил в 1990 г.), в мае 1986 г. его произведение было опубликовано в «Нашем современнике». В 1988 года был принят корреспондентом в редакцию газеты «Кировец», в следующем году — вышла его первая книга «Крайняя изба».
С 1990 по 2005 гг. являлся руководителем литературного клуба «Поиск», публиковался в журналах «Сельская молодёжь», «Молодёжная эстрада», в альманахах «Истоки» («Молодая гвардия») и «Артель» (Киров), в сборнике «Родники народные» (Москва), в сборнике для детей «Ключик» (Киров»), в областных и районных изданиях: «Кировская правда», «Комсомольское племя» и др. Выступал на областном радио и телевидении.
Николай Сластников — член Союза писателей России с 1999 года. Автор 15 прижизненных книг стихов и прозы (включая шесть сборников стихотворений для детей). Произведения переведены на болгарский язык.
Печалимся: жизнь измельчала...

Почто же, почто же

она мне дешевле не стала,

а только дороже?

Тревожимся: много страдаем,

как реки мелеем...

С того и грустим, что не знаем,

за что мы болеем.

За рубль с двуглавою птицей,

за славу ль России?

За то, что смогли возродиться

бродяги босые?

Куда мы шагаем сегодня –

окольно иль прямо?

На это есть воля Господня, –

сказала бы мама. –

Живи по любви и совету,

не требуй иного.

Ведь счастье витает по свету,

как вещее слово. –

Сказала бы мама...

Конечно б, сказала,

но тише и строже:

деревня-то наша, сыночек,

совсем измельчала,

да нету дороже...
В 1989 году стал лауреатом III областного фестиваля молодой поэзии. За книгу стихов «Возвращение», изданную в 2002 году, стал лауреатом областной литературной премии имени поэта-фронтовика Овидия Любовикова. Увидевшая свет годом позже книга стихов для детей «С днём рожденья!» была отмечена областной литературной премией имени Л. В. Дьяконова. 
В 2015 году удостоен Всероссийской литературной премии имени русского поэта Николая Заболоцкого.
Николай Сластников ушёл из жизни 8 июля 2018 года в Кирово-Чепецке, похоронен на Аллее славы городского кладбища Каркино. К его 65-летию 4 мая 2021 года на доме, где жил (проспект России, д. 27) была открыта установленная по решению городской Думы мемориальная доска.
В 2021 году в серии «Библиотека вятской литературы», став её 24 томом, вышла в свет книга избранных стихов и прозы Николая Сластникова «Чёрный лебедь».

Мемориальная доска на доме, где жил Сластников

## Премии и награды
- Лауреат III кировского областного фестиваля молодёжной поэзии.
- Лауреат областной премии имени поэта-фронтовика О. М. Любовикова.
- Лауреат областной литературной премии имени Л. В. Дьяконова.
- Лауреат литературной премии Правительства Кировской области имени русского поэта Николая Заболоцкого (2015).

## Семья
- Супруга Сластникова Татьяна Александровна[15]- врач- терапевт.
- Сын Михаил[15]. Дочь Мария.

## Память
- 21 января 2019 года в читальном зале ЦГБ им. Н. Островского города Кирово-Чепецка состоялся вечер «Мир Николая Сластникова»[17].
- 26 апреля 2019 года в Кировской областной научной библиотеке им. А. И. Герцена прошёл вечер памяти поэта[18].
- 4 мая 2021 года на доме, где жил с 1991 по 2018 гг. Н. П. Сластников (город Кирово-Чепецк, проспект России, д. 27) была открыта мемориальная доска[14].